# Thamnophis godmani
Espèce
Synonymes
- Tropidonotus godmani Günther, 1894

Statut de conservation UICN

 LC  : Préoccupation mineure
Thamnophis godmani est une espèce de serpents de la famille des Natricidae. 

## Répartition
Cette espèce est endémique du Mexique. Elle se rencontre dans les États du Guerrero, d'Oaxaca, du Puebla et du Veracruz,.

## Description
L'holotype de Thamnophis godmani mesure 610 mm dont 150 mm pour la queue. C'est un serpent ovovivipare. 

## Étymologie
Cette espèce est nommée en l'honneur de Frederick DuCane Godman.

## Publication originale
- Günther, 1894 : Reptilia and Batrachia, Biologia Centrali-Américana, Taylor, & Francis, London, p. 1-326 (texte intégral).